# Vuelo 25 de Aerocon
El 3 de noviembre de 2013, el vuelo 25 de Aerocon, operado por un Fairchild Metroliner matriculado CP-2754, se estrelló al aterrizar en el Aeropuerto de Riberalta debido a un viento cortante, la aeronave quedó invertida y se inició un incendio. De las 18 personas a bordo, los dos pilotos y ocho pasajeros sobrevivieron; los ocho pasajeros restantes fallecieron en el accidente, incluyendo una menor de 6 años.

## Pasajeros y tripulación

### Pasajeros
A bordo del avión iban 16 pasajeros, todos de nacionalidad boliviana: ocho de ellos fallecieron y los otros 10 sobrevivieron.

### Tripulación
El vuelo era pilotado por el capitán Kevin Roca Alpire de 54 años de edad, y la copiloto Cecilia Tapia Salinas, cuya edad es desconocida. Ambos pilotos sobrevivieron al accidente.

### Heridos[4]
- Kevin Roca Alpire (Piloto)
- Cecilia Tapia Salinas (Copiloto)
- Jorge Moran Cruz
- Leslie Pérez Gil
- Jacqueline Ruiz Suárez
- Albero Suárez Velarde
- Oscar Bacata Sossa
- Jenny Gutiérrez Farah
- Zenón Pérez Ramos
- Alejandra Azad Lazo

### Fallecidos[4]
- Ricardo Chacón
- Erlan Rodríguez Barbery
- Daniel Icita Guarena
- Robert Suárez Vargas
- Rodrigo Molina Peñaloza
- Shirley Ojopi Carrillo
- María Saucedo
- Rocío Álvarez Azad

## Aeronave
La aeronave involucrada era un Swearingen SA-227BC Metro III fabricada en 1988, número de serie 721, registro CP-2754 y equipada con dos motores Garrett TPE331. Era operada por la aerolínea boliviana Aerocon.

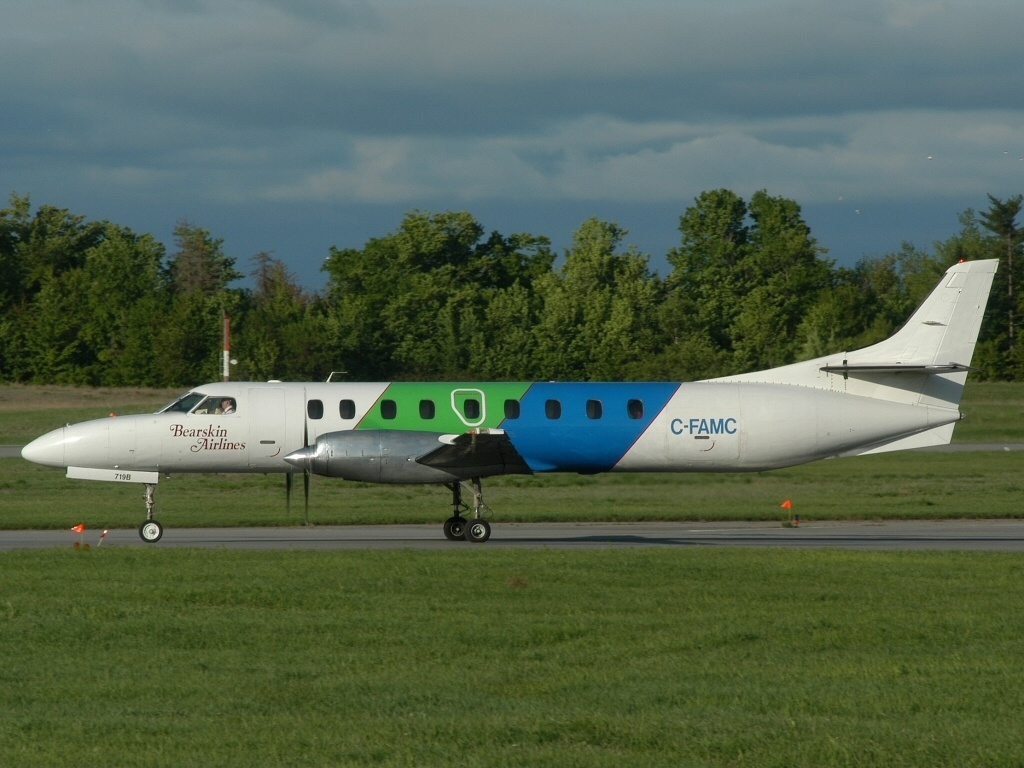
La aeronave invocrada, mientras estaba en servicio para Bearskin Airlines (matrícula C-FAMC)

Sus operadores anteriores fueron: Textron Financial (N27239), Mesaba Airlines (N438MA), Bearskin Airlines (C-FAMC), Lynx Air International y Locair. Fue adquirida por Aerocon en julio de 2013 y rematriculada como CP-2754.

## Accidente
El vuelo despegó desde el Aeropuerto Teniente Jorge Henrich Arauz en Trinidad, a las 14:58 hora local, en un vuelo doméstico con destino hacia el Aeropuerto de Riberalta, Riberalta. El controlador aéreo de Riberalta autorizó el vuelo para una aproximación por la pista 32, y luego en círculos para una aproximación hacia la pista 14. El controlador informó que los vientos eran de 7 nudos (13 km/h). La visibilidad era de 3.000 metros debido a la lluvia.
El vuelo informó haber pasado sobre el punto intermedio BIXIN a las 15:55. Dos minutos después, a las 15:57, la tripulación informó haber pasado el punto EDNAX, ubicado a 5 millas náuticas (9 km) de la pista 32. Acto seguido, el controlador advirtió a la tripulación que la pista estaba mojada, la visibilidad era reducida debido a la lluvia y la niebla. El controlador les informó sobre el Aeropuerto de Guayaramerín, ubicado a 89 km al este de Riberalta, como opción alternativa de aterrizaje, pero el capitán decidió continuar con la aproximación, pese a que había un viento cruzado de 210 grados. Al aterrizar, el avión dio un giro a la derecha, impactó duro contra el terreno y se incendió. Siguió arrastrándose hasta que se salió de la pista, donde se volcó, quedando en un campo cercano del aeropuerto.
Cientos de personas acudieron a ayudar a los accidentados, armadas de palos, fierros y otros objetos, forzaron la aeronave para poder rescatar a los heridos. Solo lograron sacar a 10 personas, incluyendo al piloto y copiloto, los ocho restantes murieron calcinados, entre ellos una niña de seis años, identificada como Rossío Álvarez.

## Reacciones
El presidente boliviano Evo Morales envió sus condolencias a las familias de las víctimas y pidió que se inicie una investigación, también solicitó sanciones para la aerolínea Aerocon, debido a sus presuntos bajos estándares de seguridad; según el gobierno boliviano este fue el cuarto accidente de Aerocon desde 2012.Al día siguiente del accidente, el 4 de noviembre, la Dirección General de Aeronáutica Civil (DGAC) formó una comisión para investigar el accidente.

## Concecuencias
El accidente no solamente develó fallas en la vigilancia de la seguridad operacional por parte de Dirección General de Aeronáutica Civil (DGAC), sino que puso al descubierto que el Aeropuerto de Riberalta no contaba con un camión de bomberos ni con un equipo para enfrentar siniestros de ninguna naturaleza, según coincidieron especialistas. El alcalde de Riberalta, Mauro Cambero, reveló que no se cuenta con un camión bombero que sirva para enfrentar estas tragedias, ya que se pudo haber salvado más vidas si se controlaba el siniestro a tiempo:

Esto ha permitido que quede al desnudo las limitaciones que tenemos en nuestro aeropuerto, en una ciudad de más de 100.000 habitantes, y que AASANA no cuenta con el equipo necesario y un carro bombero, expresó Cambero.

Por su parte, el exgobernador del Beni, Ernesto Suárez, responsabilizó al Gobierno por no invertir en la empresa de Administración de Aeropuertos y Servicios Auxiliares de la Navegación Aérea (AASANA) en lo que respecta a equipos y otros insumos que permitirían evitar accidentes:

Lamentablemente AASANA está en manos del Gobierno nacional, no se están priorizando las inversiones adecuadamente, yo pienso que está muy bien que se invierta en canchas de fútbol, me parece muy bien, pero también es prioridad de salvar vidas y me refiero a tratar de buscar equipamientos en temas de necesidades para salvar vidas en aeropuertos y también dar condiciones, manifestó Suárez.

## Investigación
La investigación fue llevada a cabo oor la Dirección General de Aeronáutica Civil (DGAC), la cual tuvo acceso al audio de la grabadora de vuelo que registró la conversación en cabina entre el piloto y la copiloto, el audio tiene un tiempo de duración de 33 minutos y durante ese espacio se contabiliza 17 cortes donde los tripulantes se refieren al mal tiempo que había en Riberalta, en el contacto sostuvieron con la torre de control de Guayaramerín, que era la otra opción para aterrizar.
En el audio se escucha a la copiloto mencionar que existía una cumulonimbus (nube negra de agua) en la cabecera de la pista que impedía la visibilidad. Lo que causó que cayera el avión fue realmente un viento cortante de atrás que lo tiró hacia abajo, haciendo que el avión perdiera la sustentación, provocando que se vuelque y se caiga en la pista.
Después de casi dos años, se concluyó que el accidente no solo responde a un error humano y mal tiempo, sino también, a una corresponsabilidad de otras instancias llamada a fiscalizar las operaciones aéreas.